# 앤드류 수아레즈
앤드류 호세 수아레즈(Andrew Jose Suárez, 1992년 9월 11일 ~ )는 미국의 야구 선수이자, 전 메이저 리그 세인트루이스 카디널스의 투수이다.

## 미국 프로야구 시절
2018년에 샌프란시스코 자이언츠에 입단하였다.

## 한국 프로야구 시절

### LG 트윈스시절
2021년에 타일러 윌슨을 대체할 외국인 투수로 영입되었다. 좌완 외국인 투수로는 2017년 데이비드 허프 이후 4년만이다. 시즌 후, 그의 차기 대체 용병으로는 아담 플럿코가 영입되었다.

## 일본 프로야구 시절
2022년에 도쿄 야쿠르트 스왈로스에 입단하였다.

## 미국 프로야구 복귀
2023년에 세인트루이스 카디널스와 마이너 계약을 했다.